# Constitutionalisme
Constitutionalisme is een politieke stroming en filosofie die stelt dat de heersende macht gebonden is zekere rechten van de onderdanen te respecteren. Volgens het moderne constitutionalisme moet de staatsvorm gebaseerd zijn op een grondwet. De neiging om politieke kwesties te zien in het licht van een constitutie wordt ook wel constitutionalisme genoemd, een term die vaak wordt gebruikt in de politiek van de Verenigde Staten.
In de late middeleeuwen gold al dat veel vorsten bepaalde oude rechten en privileges moesten respecteren. Volgens het dominium politicum et regale stelde de vorst de regels vast, maar golden die pas na bevestiging door de onderdanen, soms verenigd in staten. De Magna Carta van 1215 limiteerde de macht van de Engelse koning en zo werden vaker afspraken vastgelegd in een keure zoals de Keure van Kortenberg in 1312. Ter bevestiging werd een pas aangetreden vorst wel geacht om deze rechten te bevestigen tijdens een blijde inkomst, zoals de Blijde Inkomst van 1356 in het hertogdom Brabant. In deze laatste was een recht van opstand opgenomen, waar het Plakkaat van Verlatinghe in 1581 dan ook een beroep op deed. Dit was gebaseerd op het constitutionalisme van de monarchomachen in Frankrijk die het idee van volkssoevereiniteit ontwikkelden.
In de Vroegmoderne Tijd werd dit verder uitgewerkt tot een theorie van een sociaal contract door John Locke in Two Treatises of Government uit 1689. Montesquieu zette in De l’esprit des lois uit 1748 zijn ideeën uiteen over de scheiding der machten.
Na de Amerikaanse Onafhankelijkheidsoorlog werd in 1787 de Grondwet van de Verenigde Staten van kracht, de oudst gecodificeerde geschreven nationale grondwet die nog van kracht is. De werken van Locke en Montesquieu waren hierop van invloed, net als die van Edward Coke en William Blackstone.
De ideeën van Locke en Montesquieu kwamen met die van Jean-Jacques Rousseau over gelijkheid terug in de Verklaring van de rechten van de mens en de burger die werd opgesteld na de Franse Revolutie. Ook de Amerikaanse Onafhankelijkheidsverklaring was hier van invloed. De Verklaring vormde de basis van de Franse grondwet van 1791, de eerste in een lange serie grondwetten.
In de rest van Europa werden hierna grondwetten ingevoerd, vaak na de veroveringen van de Franse Revolutieoorlogen. Pas vanaf het Revolutiejaar 1848 werden veel van deze grondwetten pas echt representatieve grondwetten.

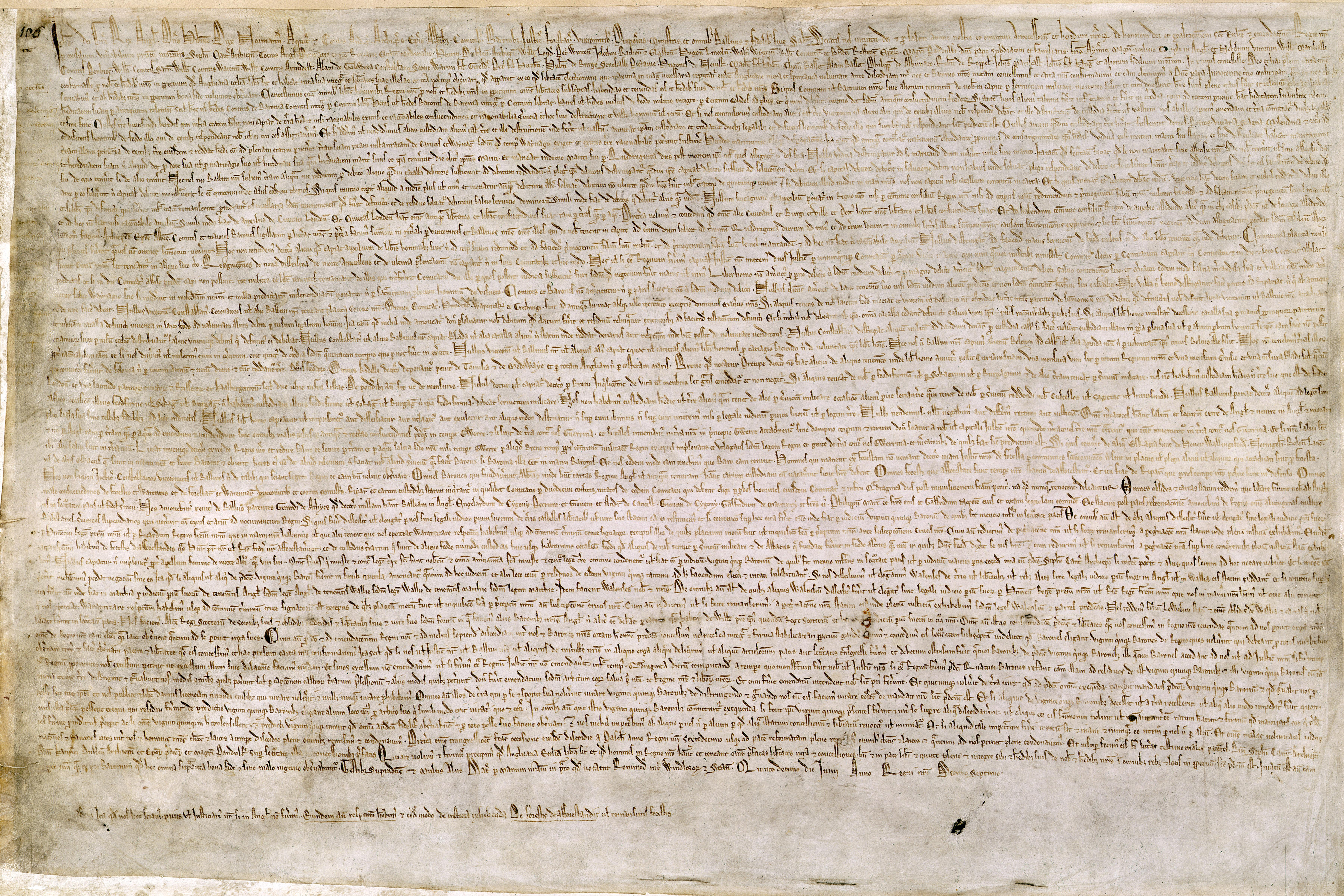
Magna Carta, symbool van Brits constitutionalisme